# Western Park
Western Park – park miejski od 1897 roku w mieście Leicester w Wielkiej Brytanii. Park położony w zachodniej części miasta o powierzchni 72 hektarów. Oficjalne otwarcie parku przez władze miasta odbyło się w 1899 roku.
Park jest największym obszarem zieleni ta terenie administracyjnym miasta Leicester. W parku znajdują się place zabaw, korty tenisowe, boiska. W okresie letnim w parku odbywają się liczne koncerty muzyczne.
Park otaczają ulice: Glenfield Road, Western Park Road, Hinckley Road, Park View, New Parks Way.
Od strony południowej parku przebiega kolej łącząca Leicester z miastem Burton Upon Trent, Derby.
Do parku od centrum miasta można dojechać miejskimi liniami autobusowymi Arriva, First. Obok parku znajduje się obszerny parking samochodowy.